# Philipp Michel (Politiker)

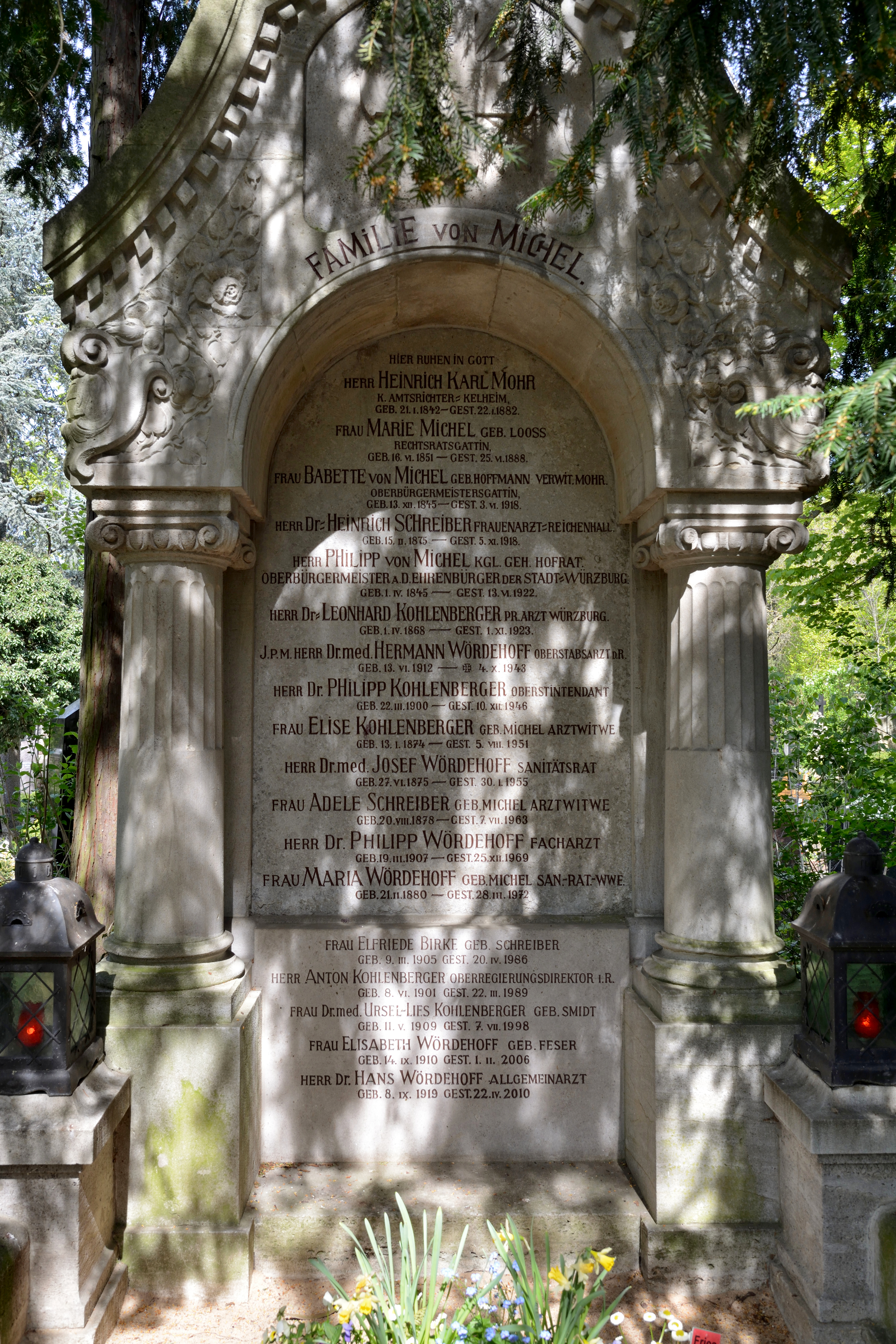
Grabmal auf dem Hauptfriedhof Würzburg

Philipp Michel, ab 1903 Ritter von Michel, (* 1. April 1845 in Sächsenheim; † 13. Juni 1922 in Würzburg) war ein deutscher Jurist, Rechtsrat, Magistratsrat, Königlicher Geheimer Hofrat und von 1900 bis 1913 Oberbürgermeister der Stadt Würzburg.

## Leben und Wirken
Philipp Michel wurde als jüngstes Kind des Landwirts Peter Michel und dessen Ehefrau Barbara Michel, geb. Kemmer, geboren. Er besuchte das damals noch einzige Gymnasium in Würzburg, welches er 1864 mit dem Abitur abschloss.
Er studierte kurzzeitig Philosophie und anschließend Rechtswissenschaften an der Universität Würzburg, wo er 1864 mit Freunden die Burschenschaft Germania neu begründete.
In Würzburg begann er dann seine juristische Karriere als Rechtspraktikant.
Am 6. März 1873 erfolgte seine Wahl zum rechtskundigen Magistratsrat.
1872 heiratete er die Würzburgerin Maria Karoline Loos. Aus dieser Ehe gingen drei Töchter hervor. Maria Karoline starb 1888. 1889 schloss Michel die Ehe mit Babette Mohr, die 1918 starb.
Philipp Michel war von 1893 bis 1900 Zweiter rechtskundiger Bürgermeister unter Johann Georg von Steidle und als Nachfolger Steidles vom 10. Januar 1900 bis 1913 Erster rechtskundiger (ab 1. Januar 1908 betitelt als Oberbürgermeister) in Würzburg. Nach seinem aus Altersgründen erfolgten Rücktritt vom Amt des Oberbürgermeisters wurde der ehemalige Finanzreferent Max Ringelmann, dessen vorangegangene Wahl zum Zweiten Bürgermeister Michel bereits unterstützt hatte, 1913 sein Nachfolger.
Er wurde als Geheimer Hofrat und Oberbürgermeister im Ruhestand anlässlich seines 40-jährigen Amtsjubiläums in Ansehung seiner hervorragenden Verdienste um die Stadt und deren Einwohnerschaft im Jahre 1913 zum Ehrenbürger der Stadt Würzburg ernannt.

## Ehrungen
Nach ihm wurde die Michelstraße im Stadtteil Würzburg-Zellerau benannt.
Er erhielt mehrere Orden:
- 1894: Bayerischer Hausorden vom Heiligen Michael, 4. Klasse
- 1895: Bayerischer Hausorden vom Heiligen Michael, 3. Klasse
- 1897: Württembergischer Friedrichs-Orden, Ritterkreuz
- Preußischer Roter Adlerorden, 3. Klasse
- 10. November 1903[9]: Verdienstorden der Bayerischen Krone, Ritterkreuz (verbunden mit dem persönlichen Adelstitel und Verleihung eines Wappens)
- 1909: Preußischer Roter Adlerorden, 2. Klasse
- 1911: Luitpoldkreuz